# Степногорск (Запорожская область)
Степного́рск (укр. Степногірськ) — посёлок в Васильевском районе Запорожской области Украины, административный центр Степногорской поселковой общины. До 2020 года составлял Степногорский поселковый совет, в который, кроме того, входили сёла Лукьяновское и Степовое.

## Географическое положение
Посёлок городского типа Степногорск находится в 2,5 км от левого берега Каховского водохранилища (Днепр).
Расстояние до г. Запорожье составляет 31 км. На расстоянии в 2 км расположено село Плавни.

## История
В 1918 году основан как село Сухоивановка.
Во время Великой Отечественной войны в 1941—1943 годах селение находилось под немецкой оккупацией.
В 1987 году переименован в пгт Степногорск.
В январе 1989 года численность населения составляла 6083 человека, на 1 января 2013 года — 4510 человек, на 16 февраля 2025 года — 350 человек.

## Экономика
- Таврический ГОК по добыче марганцевой руды. Закрыт в 1995 году[5]
- Степногорский горно-обогатительный комбинат
- ООО «Заря»
- ООО «Омела»
- СПК «Перемога»
- ООО «Днепрспецстрой»
- ПАТ Приватбанк
- Ощадбанк
- Рынок

## Транспорт
Рядом проходит автомобильная дорога М-18 (E 105).
Действует автобусное сообщение с АС Запорожье-3, АС Васильевка, ж/д станцией «Плавни-Грузовые» (в 7 км от поселка).

## Объекты социальной сферы
- Школа[6]. В школе проводятся образовательно-познавательные детские кружки, музыкальные группы, танцевальные, спортивные, библиотека, фитнес-группы.
- Стационарное больничное отделение, поликлиника.
- Аптечные пункты.
- Два дошкольных учреждения.
- Частный стоматологический кабинет.
- Детская музыкальная школа.

## Религия
- Храм в честь святой великомученицы Варвары[7].
- Дом молитвы Евангельских христиан-баптистов[8].
- Зал царства свидетелей Иеговы.

## Достопримечательности
- Парк Аллея славы погибших воинов Великой Отечественной войны.
- Два школьных стадиона с футбольными полями.